# Gerard Noodt
Gerard Noodt (Njmegen, 4 de septiembre de 1647-Leiden, 15 de agosto de 1725) fue un jurisconsulto, profesor universitario y escritor de los Países Bajos.

## Biografía
Considerado como uno de los más eminentes juristas de su época. Nació en Nimega en 1647, y fue hijo de un abogado (Pedro Noodt). Después de haber estudiado en su ciudad natal, se aplicó en historia, literatura, filosofía y matemáticas, pero abandonó estos últimos dos, para estudiar jurisprudencia por consejo de Arnoldo Goerman, consejero del ducado de Güeldres. Estudió derecho bajo la tutela del jurisconsulto holandés  Pedro de Greve (1621-1677), autor de Exercitaciones ad loca diiciliora Pandectarum, 1653,in-8.º y Disertationes ad Institutionum imperialium loca difficiliora, Nimega, 1668, in-12.º. Además, Noodt fue versado en la literatura latina. Obtuvo el grado de doctor en leyes en 1669.  Sucesivamente, llegó a ser profesor de derecho en Franeker (1679) atraído por Guillermo de Haren, tercer embajador plenipotenciario de Holanda, para suceder a Ulrico Huber (1636-1694), de Frisia, autor de varias obras jurídicas como Digressiones Justinianeae, Leovardiae, 1677 o Praelectionum iuris civilis, 1700, 3 vols., Utrecht (1684) y Leiden (1686).
Noodt, también ejerció como rector de la universidad de Leiden  y murió de apoplejía en su casa de campo en 1725, a los 77 años y once meses. Dejó una hija, la cual se casó con el abogado de Ámsterdam Juan Ham Van den Ende. Entre las principales obras escritas y compuestas en un elegante latín de Noodt, se deben nombrar las siguientes: Probable derecho civil y De los derechos del poder soberano, y un comentario de las Pandectas,dando los cuatro primeros libros en 1716, llegando al 27 libro.
Jean Barbeyrac (1674-1744), profesor de bellas letras, derecho e historia en Berlín, `Lausana, y Groninga, y traductor de muchas obras escritas por Samuel Pufendorf, Hugo Grocio y Richard Cumberland, autor asimismo de varias obras como <<Traite de jeu:....>>, Amsterdam: P. Humbert, 1709, 2 vols., <<Traite de la morale des pères de l'eglise:....>>, Amsterdam, 1728, o <<Histoire des anciens traitez,...>>, Amsterdam, 1739, 2 vols, en su obra Historica vitae auctoris narratio, 1735, adjunta las obras completas de Noodt. Barbeyrac también escribió un elogio histórico de Noodt en su obra Recueil de discours sur diverse materies importantes, Amsterdam, 1731, P. Humbert, 2 vols.

## Obras

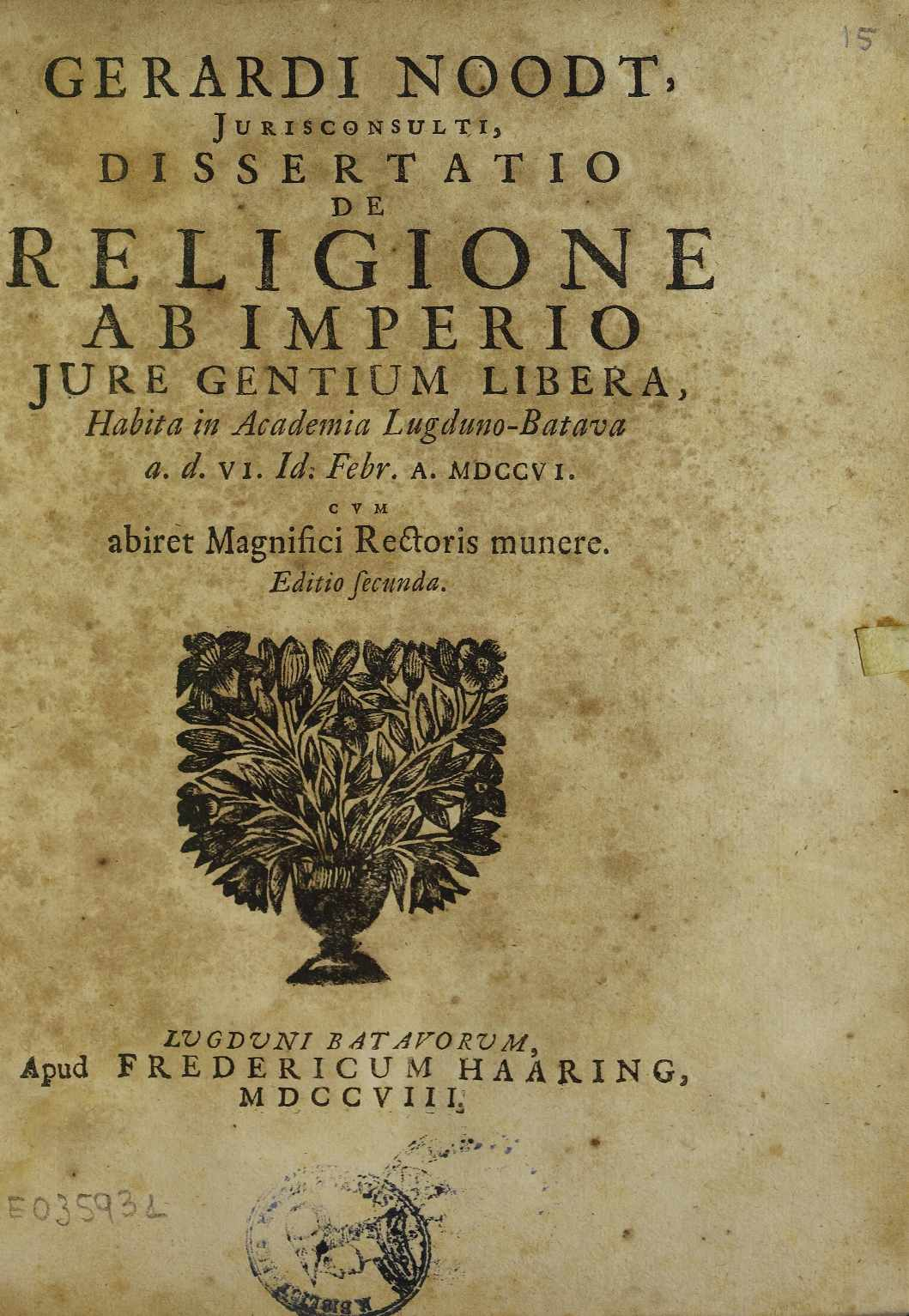
De religione ab imperio jure gentium libera, 1708

- Probabilium iuris libri III, 1674, 1679.
- Oratio de caussis corruptae iurisprudentiae..., 1684.
- De foenore et usuris libri tres:...., Lugduni Batavorum, 1698.
- Julius Paulus,..., 1699.
- Diocletianus & Maximianus,...., 1704.
- Disputatio iuridica inauguralis, 1705.
- Observationum libri duo:..., Lugduni Batvorum, 1706.
- Du pouvoir des souverains;...., Amsterdam, 1707.
- De religione ab imperio, iure gentium, libera, 1707, Amsterdam, 1714, in-8.º. (traducido pr Barbeyrac)
- De forma emendadi,..., 1708.
- The power of the sovereign;...., London, 1708.
- Commentarius in D. Justiniani Digesta sive Pandectas,..., Leiden, 1716, in-8.º.
- De origine nobilitatis Germanicae,..., 1718.
- De usufructus libri duo, Leiden, 1724.
- Opera omnia,..., Lugduni Batavorum, 1724, 2 vols.
- De pactis et transactionibus ad edictum pretoris,..., Leiden, 1735, 2 vols, in-fol.
- Oratio funebris in obitum Pierre de Greve, 1767, in-fol.
- Les droits de Dieu,..., 1775.
- Iurisconsulti et antecessoris Scholae in digestorum.., 1842.
- The three books on interest-bearing loans and interest, Pretoria, 2009.
- De iure summi imperii et lege regia
- Dictata in libri 4 Instit. Justiniani
- Otras